# 正義への報酬プログラム
正義への報酬プログラム（せいぎへのほうしゅうプログラム、Rewards for Justice Program、RFJ）はアメリカ合衆国国務省外交保安部(DSS)(en)の対テロ報酬プログラム。
国務長官は現在世界中のアメリカ国民または財産に対する国際テロの防止または良好な解決につながる情報に対して報酬を提供している。報酬はテロ未遂、実行、共謀、または共犯での逮捕または有罪判決につながる情報にも支払われる。RFJは国際テロ攻撃の防止やテロ攻撃に関わった人物に対し正義をもたらすことへの手助けとなった情報に対して1億2500万ドル以上を支払ってきた。

## 歴史

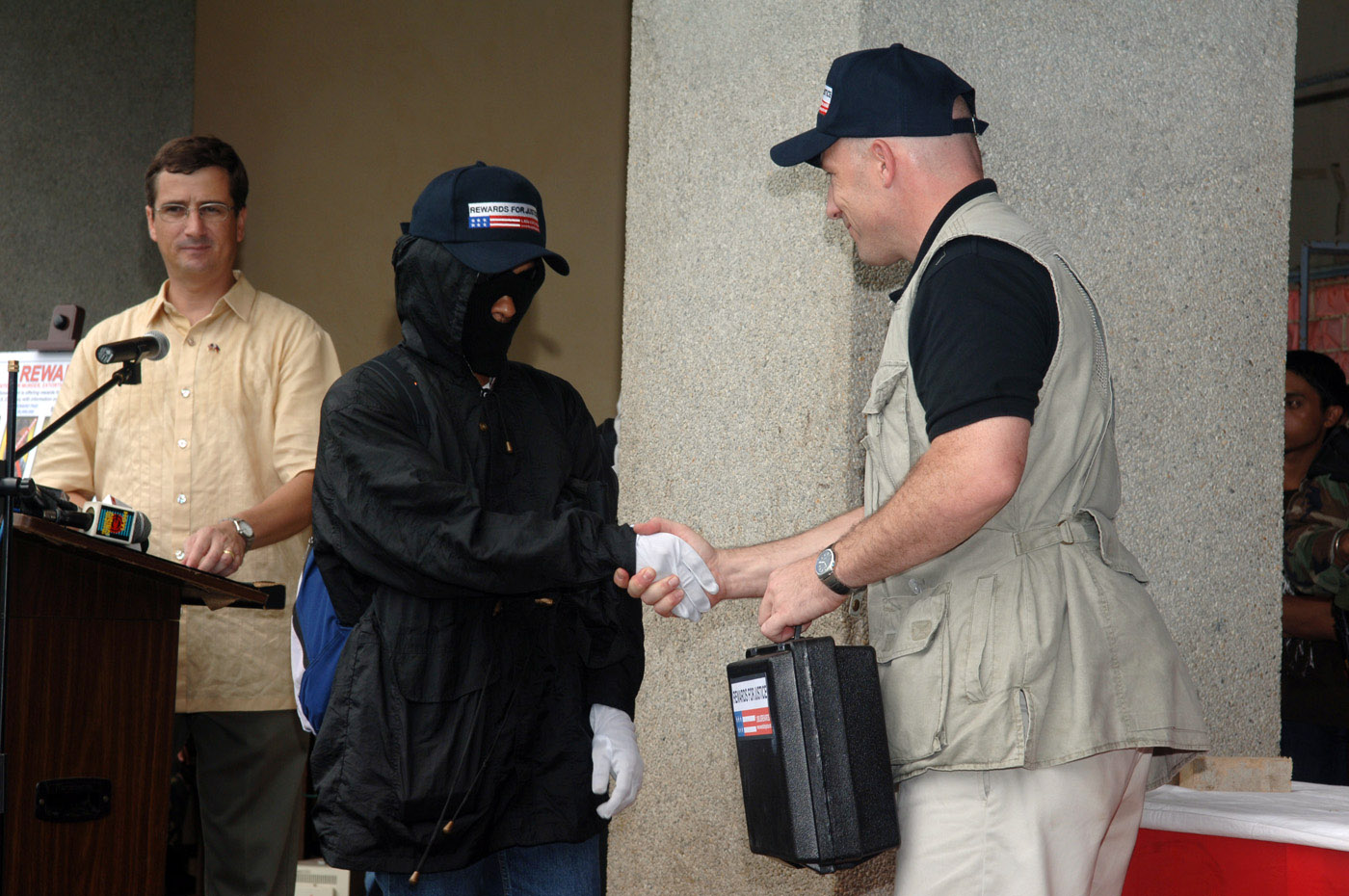
フィリピンの過激派組織「アブ・サヤフ」のリーダーのカダフィ・ジャンジャラーニとジェイナル・アンテル・サリの殺害につながった情報の提供者に対し報酬を渡す国務省の代表者

本プログラムは1984年の国際テロ対策法 (公法 98-533)によって設立され、国務省の外交保安局によって管理されている。外交保安部のディレクターは、報酬候補者を審査しその後国務省に報酬を推薦する省庁間委員会の議長を務める。委員会には国家安全保障会議、中央情報局(CIA)、司法省、国防総省、国土安全保障省、財務省及び国務省のスタッフがメンバーに含まれている
アメリカ同時多発テロ事件の後、アルカーイダの指導者層を拘束するための米国の努力の一環として指名手配のテロリストの数は劇的に増加し、報酬も上昇した。しかし、この計画はイスラムのテロリストに対しては殆ど効果が無かった 。アルカイダの指導者ウサーマ・ビン・ラーディンに最大額の懸賞金2500万ドルがかけられていたが「数百の匿名の電話が寄せられたが、信頼できる情報はなかった」。ウサーマ・ビン・ラーディンは2011年5月1日にパキスタンのアボッターバードにある民間住宅内でDEVGRUとCIAの工作員による秘密作戦で射殺された。
外交保安局の脅威調査及び分析理事会のアシスタント・ディレクターのロバート・A・ハーツバーグは2010年9月2日に国務省の正義のための報酬(RFJ)プログラムはハキームッラー・マフスードとワリウル・ラフマンにつながる情報にそれぞれ最大500万ドルの懸賞金をかけていると発表した 。米国務省元長官のヒラリー・クリントンはパキスタンに「5人の最重要テロリスト」のリストを提示した。リストにはアイマン・ザワーヒリー、ムハンマド・オマル、イリヤス・カシミリ、アティーヤ・アブドゥッラフマーン及びスィーラジュッディーン・ハッカーニーが含まれていた。RFJによって5人それぞれに懸賞金がかけられた が、米国の情報関係者はカシミリは2011年6月3日の南ワジリスタンでの空爆で99%死亡したと述べ、リストから除外された。ラマーンは2011年8月の北ワジリスタンでの空爆で死亡したため同様にリストから除外となった
2011年12月22日、RFJはイランのアルカイダ資金調達ネットワークのリーダーでイランの地盤を通じて資金と新兵をパキスタンとアフガニスタンに送り込んでいるEzedin Abdel Aziz Khalil (ヤシン・アル・スリ)に1000万ドルの懸賞金をかけた 。RFJがテロリストの資金提供者につながる情報に報酬を提供したのは初めてのことであった
RFJによって指名手配されているイスラムテロリストの指導者としてイラクとシリアのISILの指導者アブー・バクル・アル＝バグダーディー(懸賞金2500万ドル)とテロリストグループ「ホラサン」の指導者ムフシン・アル・ファドリ(懸賞金700万ドル)がいる。